# Кемский (посёлок)
Кемский — поселок в Пировском районе Красноярского края. Входит в Солоухинский сельсовет.

## География
Находится примерно в 36 километрах по прямой на север от районного центра села Пировское у одноименного разъезда Красноярской железной дороги на железнодорожной ветке Ачинск – Лесосибирск.
Климат
Климат резко континентальный. Самый теплый месяц — июль, со средней температурой +17,8 °С, с абсолютным максимумом +34,6 °С. Самый холодный месяц — январь: средняя температура составляет –20,1 °С, абсолютный минимум –52,5 °С. 

## История
Поселок был основан в начале 60-х годов при строительстве железнодорожной ветки Ачинск – Лесосибирск.

## Население
| 2010 |
| ---- |
| 0    |

Постоянное население составляло 3 человека в 2002 году (100% русские),  0 в 2018.